# گرگش

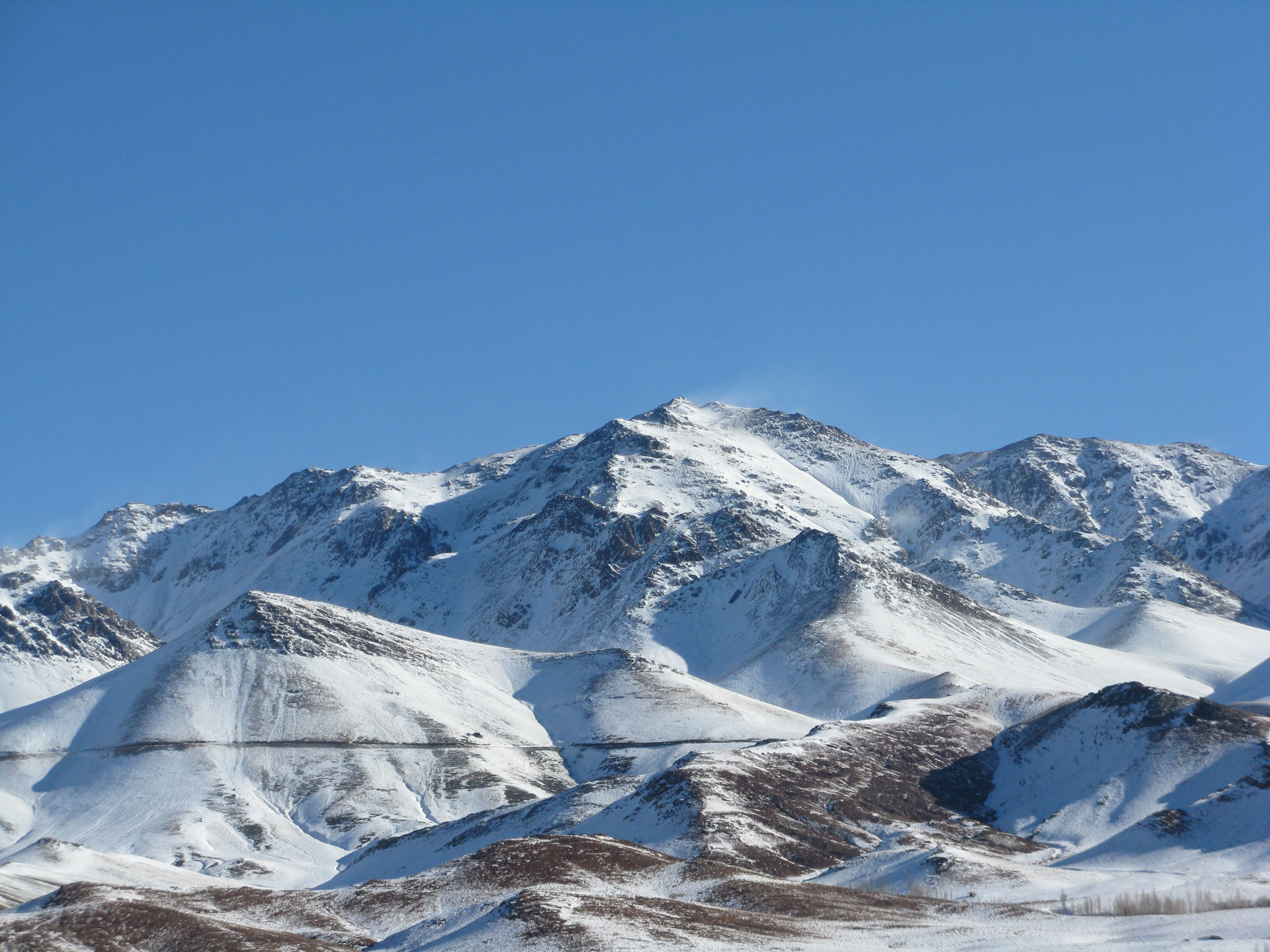
کوه گرگش

 گَرگش قله‌ای است با ارتفاع ۳٬۶۰۰ متر در مرکز ایران که در ۳۵ کیلومتری جنوب‌غربی کاشان و ۱۲ کیلومتری جنوب‌غرب قمصر و ۱۰ کیلومتری شهر میمه قرار دارد.
رصدخانهٔ ملی ایران بر فراز این قله قرار دارد.
قلهٔ گَرگَش، قله‌ای از رشته‌کوه‌های کرکس می‌باشد  که در جنوب‌غربی شهرستان کاشان شهر قهرود و شمال‌شرق شهر کامو و چوگان و برزک و شرق بخش میمه واقع شده‌است. این کوه گرانیتی دارای چشمه‌های متعدد دائمی می‌باشد که چشمهٔ کبیر در مسیر درهٔ صعود از معروف‌ترین آن است.
برای دستیابی به قلهٔ گرگش مسیرهای مختلف و آسانی وجود دارد که راحت‌ترین آن از انتهای باغ‌های سیب، بادام، انگور، گردو، سنجد، گیلاس، و گل سرخ شهر کامو و چوگان می‌باشد. از روی قلهٔ گرگش می‌توان مناطق قمصر، کامو و چوگان را به‌خوبی مشاهده کرد. گَر در زبان‌های ایرانی به معنی کوه و گرگش به معنی بام کاشان می‌باشد. زبان محلی مردم کامو مانند بسیاری از بخش‌های منطقهٔ کاشان (راجی) است.